# La Lupa (chanteuse)
Pour les articles homonymes, voir La lupa.
La Lupa est une chanteuse et interprète suisse connue dans la région alpine pour ses performances émotionnelles en direct qui tissent une variété d'éléments tels que des chansons folkloriques italiennes, de la musique classique, de la poésie et des devises dialectales, vêtues de couleurs vives dans des costumes colorés sophistiqués, garnis d'éléments assortis, chapeaux imaginatifs,,. Son profil artistique a reçu une large attention dans les médias suisses,,,. Un documentaire sur sa vie, réalisé par Lucienne Lanaz, est sorti en 1999. Des entretiens avec l'artiste de la Neue Zürcher Zeitung (2018) et de la Radio-télévision italienne (2021) sont disponibles en ligne.

## Biographie

### Vie
Elle est née Maryli Maura Marconi le 9 février 1947 dans la vallée d'Onsernone dans le canton du Tessin. Adolescente, on lui a donné le nom de La Lupa (la louve, it.), qu'elle a gardé comme nom de scène. Quand elle avait 20 ans, elle est allée à Zurich, où elle vit toujours,.

### Carrière
Elle a fait sa première apparition publique en 1980 avec le rôle principal dans la pièce en plein air "Der Suppatai" avec l'auteur-compositeur-interprète Walter Lietha à l'Arcas-Platz à Coire, dans le canton des Grisons. Depuis lors, elle a produit de nombreux programmes solo, souvent présentés dans des salles zurichoises telles que le Theater Stok, le Grossmünster et le Kunsthaus.
Ses productions et enregistrements audio comprennent des interprétations musicales de poètes tels que Dante Alighieri, Kahlil Gibran, Guillaume Apollinaire, Angelo Poliziano, Rabindranath Tagore, Hildegard von Bingen, Pablo Neruda, Federico Garcia Lorca, Francesco Petrarca, Salvatore Quasimodo, Friedrich Schiller, Biagio Marin, Fernando Pessoa etc,.
Elle a fait une tournée aux États-Unis en 1993, au cours de laquelle elle s'est produite à New York et à Washington, et elle s'est également produite à Stockholm, Paris, Kyiv, Naples, Venise, Le Caire et Amsterdam. En 1992, elle se produit à l'EXPO'92 de Séville. La "fraîcheur, la fusion de l'âme et du noyau, l'ingéniosité et la richesse culturelle juxtaposée" de l'art de La Lupa lui ont valu ce commentaire médiatique,. La propre définition du bonheur de La Lupa est : "Le bonheur, c'est quand la lutte pour la vie se transforme en danse de la vie."

## Travaux

### Projets
Lamenti - En 1989, La Lupa a commencé à chanter des Lamenti (lamentations) depuis la tour Saint-Pierre de Zurich. Elle a ensuite déménagé dans la tour du Grossmünster. Elle a chanté les lamentations sur la peste depuis Venise pendant 20 ans pour commémorer la mort pendant les jours précédant le Vendredi Saint.

### Enregistrements sélectionnés
- Con malizia e passione (LP, album) ; Folk, Monde & Country; Zytglogge, ZYT 240, 1982[13].
- Camino e Canto (LP) ; Jazz, rock, pop, contrebasse - Fumio Shirato, saxophone, flûte - Mario Giovanoli, flûte, Urs Walker, violon - La Lupa ; Zytglogge, ZYT 250, 1984[13].
- L'Amor che si consuma (LP, CD) ; Folk, Monde & Country ; violoncelle - Fortunat Frölich, alto Urzli Senn, clarinette/accordéon - Hans Hassler, chant - La Lupa ; Zytglogge, ZYT 265, 1988[13].
- Poesie e canzoni (CD, Album) ; Folk, World & Country, alto - Urzli Senn, chant - La Lupa ; Zytglogge, ZYT 4297, 1993[13].
- La gira la röda - grace alla vita, folk, world & country, alto-Urzli Senn, violoncelle-Fortunat Frölich, chant-La Lupa ; (CD, Album), Zytglogge, ZYR 4540, 1995[13].
- L'Odore di libertà (CD, Album), Folk, World, & Country ; Violoncelles - Fabian Müller, Fortunat Frölich, chant - La Lupa ; Note rouge Jecklin, JC 106-2, 1996[13].
- Cupidon (CD, Album) ; Classique, Folk, World & Country ; Saxophone - Harry Kinross White, Violoncelle/arrangements - Fabian Müller, Chant - La Lupa ; MGB, CD 6188, 2002[13].

## Editions
- Schmid, Silvana (vers 2011), La voix La Lupa, photographie de Gitty Darugar, Limmat Verlag, Zurich.  (ISBN 9783857916328). OCLC 724772627[15]

- 1999 film documentaire de Lucienne Lanaz LA LUPA Grazie alla vita[8].